# Dakhakwadi
Dakhakwadi (nep. दखाक्वाडी) – gaun wikas samiti w zachodniej części Nepalu w strefie Rapti w dystrykcie Pyuthan. Według nepalskiego spisu powszechnego z 2001 roku liczył on 1211 gospodarstw domowych i 6015 mieszkańców (3285 kobiet i 2730 mężczyzn).